# Peter Schüttler

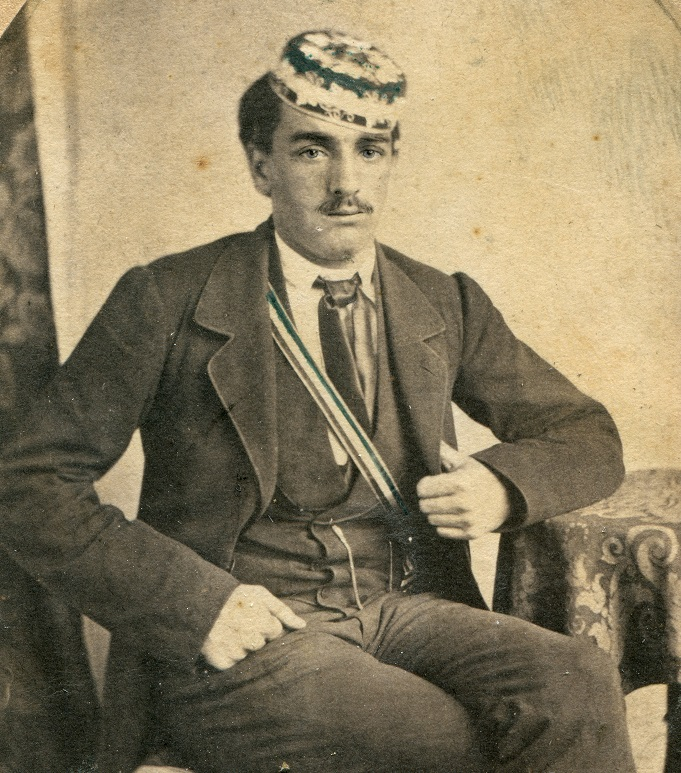
Peter Schüttler als Corpsstudent (Corps Saxonia Karlsruhe)

Peter Schüttler (* 19. September 1841 in Sandusky (Ohio); † 16. September 1906 in Langenschwalbach) war ein US-amerikanischer Unternehmer.

## Leben
Nach dem Besuch der School No. 1 in Chicago und einer Privatschule erhielt Peter Schüttler Privatunterricht von einem Lehrer der South Side Synagogue. 1855 besuchte er für sechs Wochen Deutschland, um seine Deutschkenntnisse zu verfeinern. Im Mai 1856 reiste er für einen viereinhalbjährigen Studienaufenthalt abermals nach Deutschland und studierte an der Polytechnischen Schule Karlsruhe Maschinenbau. Hier wurde er Mitglied des Corps Saxonia. Zurück in den USA besuchte er für ein Jahr das Bryant, Bell & Stratton’s Commercial College.
Nach Abschluss der Studien übernahm er in den väterlichen Unternehmungen, zu denen die Chicagoer Wagenfabrik Peter Schuettler Company gehörte, die Buchführung und wurde nach dessen Tod im Jahre 1865 President der Firma, die er weiter ausbaute. Die Peter Schuettler Company war eine der bedeutendsten Pferdewagenhersteller Nordamerikas. Die Fahrzeuge zeichneten sich durch hohe Robustheit aus und erlangten legendären Ruf in der Besiedlung des Mittleren Westen. Peter Schüttler gehörte zu den führenden Industriellen Chicagos seiner Zeit und war Anteilseigner der Anheuser-Busch Brewing Company. Er war verheiratet mit Wilhelmina (Minnie) Anheuser, einer Tochter von Eberhard Anheuser. Sein Schwager war Adolphus Busch, auf dessen deutscher Sommerresidenz in Langenschwalbach er verstarb. Sein Leichnam wurde wenige Tage nach seinem Tod auf der Kronprinz Wilhelm in die USA überführt und in Chicago bestattet.